# 吉多·贝克
吉多·贝克（Guido Beck，1903年8月29日—1988年10月21日），原籍奥地利的物理学家。他曾在莱比锡担任海森堡的助手，也受卢瑟福之邀在卡文迪许实验室工作过，在哥本哈根成为了玻尔的研究人员，还受德布罗意之邀在庞加莱研究所工作过。二战爆发后，他逃难到阿根廷。自此，他的后半生便待在了阿根廷和巴西。
吉多·贝克是β衰变和原子核分层模型这两个领域的先驱，也可能是最早从狄拉克的研究中意识到正电子的存在的人。
贝克培养的博士马里奥·邦格曾认为，如果当年贝克逃往北美而非南美的话，那么他很可能会获得诺贝尔物理学奖。